# Revoluția industrială

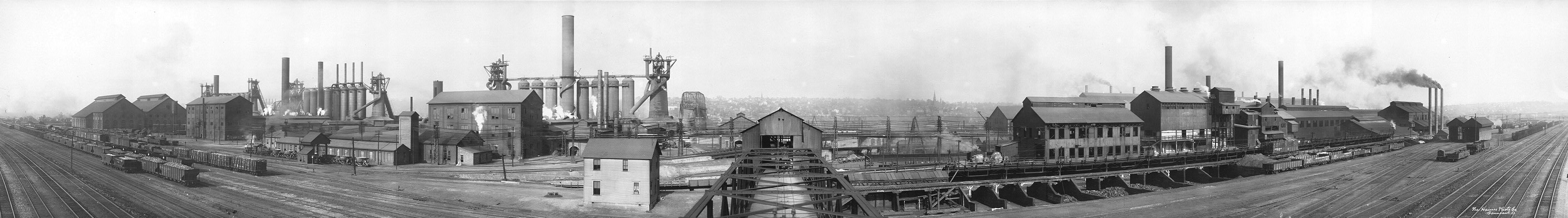
Industrializare masivăː Panorama fabricii de oțel Carnegie din Ohio, 1910.

Revoluția industrială a început  la sfârșitul secolului al XVIII-lea și în primele decenii ale secolului al XIX-lea mai întâi în Anglia, care a reușit să se mențină ca prima putere industrială a lumii până la sfârșitul secolului al XIX-lea.
În Franța, revoluția industrială a evoluat lent, începuturile ei datând din jurul anilor 1830. Industrializarea Germaniei a fost marcată de fărâmițarea sa politică, condițiile favorabile declanșării revoluției în acest domeniu fiind create prin anii 1840-1850.
Dezvoltarea industrială a SUA a debutat la mijlocul secolului al XIX-lea prin aplicarea unei multitudini de invenții și inovații. Sosirea masivă de emigranți după 1865 a antrenat o puternică dezvoltare a economiei americane și astfel în jurul anului 1900 SUA a devenit prima țară industrială din lume.
Descoperirile din domeniul științific au impulsionat apariția unor tehnici și invenții moderne:
- 1698 Denis Papin a inventat cazanul cu aburi sub presiune.
- 1712 Thomas Newcomen a construit un motor cu aburi prevăzut cu piston și cilindru, însă abia în anul 1776 când James Watt a produs motorul cu aburi perfecționat se consideră că a început revoluția industrială.
- Aceasta s-a manifestat cu precădere în domeniul textil, la început. Astfel John Kay inventează suveica zburătoare care permitea realizarea de țesături mult mai late decât până la acel moment. Apoi la 1765 James Hargreaves inventează mașina de tors și la 1789 Edmund Cartwright războiul de țesut. În acest moment Anglia primește numele de "atelierul lumii".
- Importante descoperiri se fac și în alte domenii, precum în metalurgie : Abraham Darby inventează fonta pe bază de cocs, Wilkinson laminarea oțelului.

Aceste progrese au impulsionat fenomenul de „revoluție industrială”.
Revoluția industrială a fost un proces tehnic complex prin care munca manuală a fost înlocuită cu mașinismul. În acest proces mecanizat muncitorului îi revine rolul de supraveghere, reglare și alimentare a mașinii și control al calității. Revoluția industrială a avut ca efect creșterea producției, dezvoltarea orașelor și a științei.
Primul domeniu în care a fost utilizată mașina cu abur a fost industria textilă.

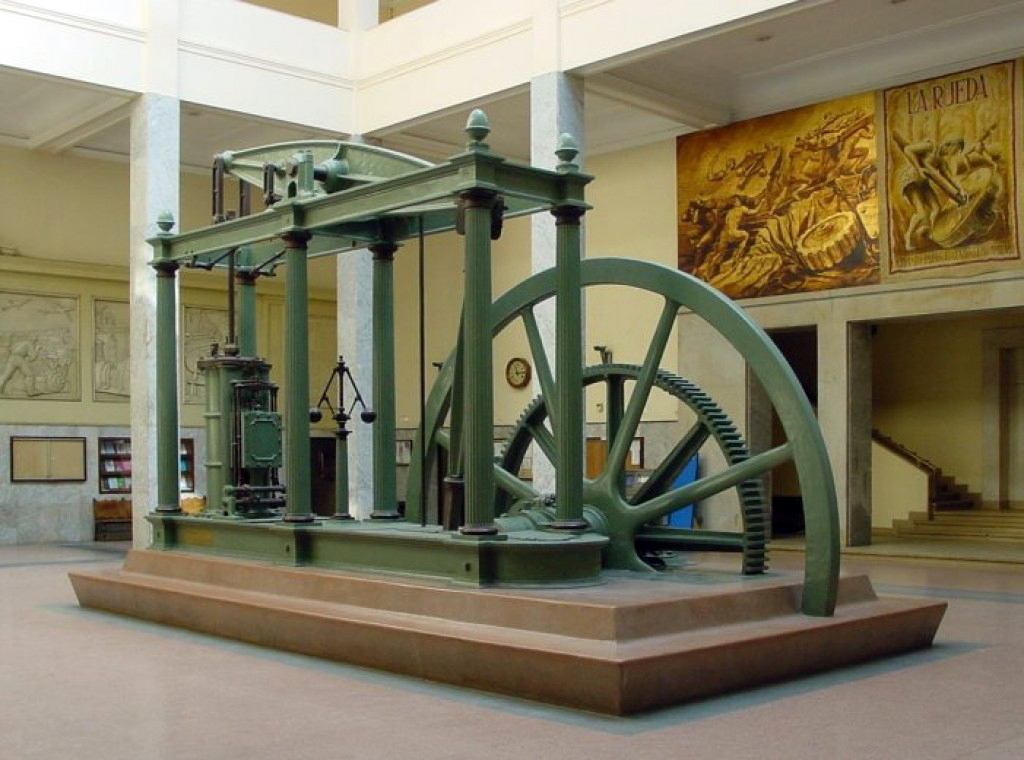
Mașina cu abur a lui James Watt

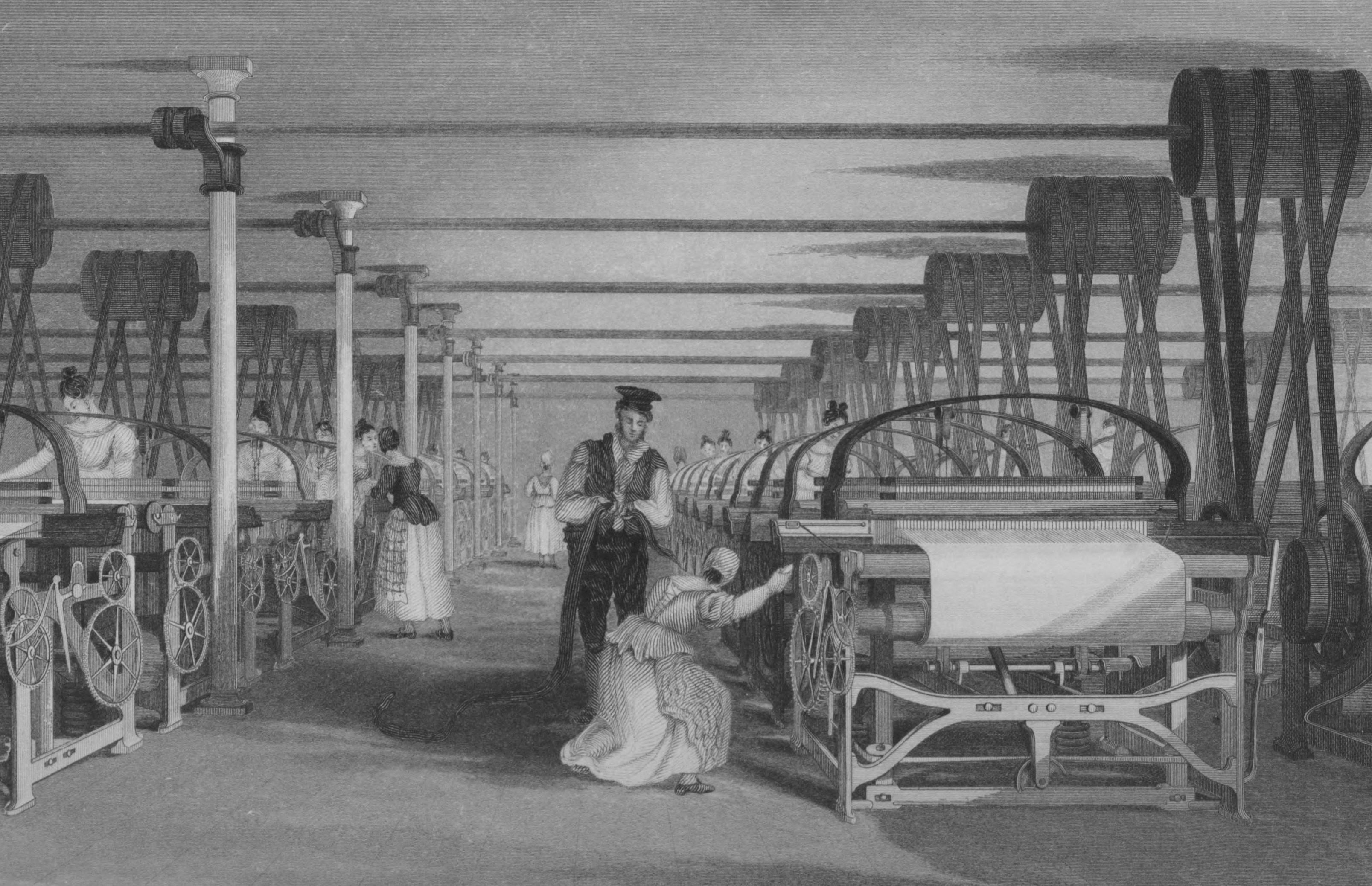
Războiul de țesut al lui Roberts, 1835

Impactul social al revoluției industriale a marcat dezvoltarea diviziunii sociale a muncii, au apărut noi ramuri de producție, noi centre industriale, s-au impus relațiile economice capitaliste în fața celor feudale. De asemenea, apare clasa de mijloc, categorie ce beneficia de câștiguri financiare rezonabile și care avea un comportament atent față de elitele burgheze sau aristocratice. Se observă o mare schimbare în vestimentație și în investițiile pentru locuințele aspectuoase și confortabile. Dintre toate clasele sociale se afirmă burghezia, cea care este o clasă de bază a societății capitaliste.
Impactul tehnic a provocat o puternică impulsionare în domeniul invențiilor, apar fabrici, uzine, iar munca manuala se înlocuiește cu cea mecanizată. O importantă invenție a fost făcută în anul 1760, când James Watt a inventat Motorul cu abur, care a început să fie utilizat în diferite ramuri ale industriei. În anul 1829 inventatorul și inginerul englez George Stephenson a inventat locomotiva The Rocket („Racheta”), care este considerată prima locomotivă rentabilă.

## A doua revoluție industrială
A doua revoluție industrială a avut loc la sfârșitul secolului al XIX-lea datorită descoperirii de noi surse de energie, fapt ce a permis dezvoltarea unor ramuri industriale precum industria electrotehnică, chimică, a automobilelor etc.

## În România
În spațiul românesc revoluția industrială s-a desfășurat mult mai târziu decât în Anglia, Franța, Germania și SUA, începând abia în a doua jumătate a secolului al XIX-lea, după Unirea Principatelor din 1859, când s-au pus bazele industriei capitaliste în România prin dezvoltarea ramurilor industriei: minerit, metalurgie, transport și construcții de mașini.

## În Germania
Bazat pe poziția de lider în cercetarea chimică în universități și laboratoare industriale, Germania a devenit dominantă în industria chimică din lume în secolul al XIX-lea. La început producția de coloranți pe bază de anilină a fost de importanță critică.
Dezbinarea politică din Germania — cu cele peste treizeci de state — și conservatorismul ei omniprezent a făcut dificilă construirea de căi ferate în anii 1830. Totuși, în anii 1840, tronsoane de căi ferate legau marile orașe; fiecare stat German a fost responsabil pentru liniile din interiorul propriilor sale frontiere. Lipsiți de o bază tehnologică la început, germanii au importat tehnologia și utilajele din Marea Britanie, dar au deprins rapid abilitățile necesare pentru a opera și extinde căile ferate. În multe orașe, instituțiile feroviare au fost centre tehnologice de inițiere și formare, astfel încât în anii 1850 Germania a devenit capabila sa-și satisfacă cerințele interne de construcție de cale ferată, iar căile ferate au reprezentat un impuls major pentru creșterea noii industrii siderurgice. Unii observatori au constatat că și după 1890 ingineria germană era inferioară celei din Marea Britanie. Unificarea Germaniei în 1870 a dus la consolidarea și naționalizarea companiilor feroviare și a promovat în continuare creșterea lor rapidă. Spre deosebire de Franța, scopul principal a fost sprijinirea industrializării și de aceea multe linii au brăzdat Ruhrul și alte regiuni industriale și au creat legături bune pentru porturile importante precum Hamburg și Bremen. La 1880 Germania avea 9.400 de locomotive transportând 43.000 de pasageri și 30.000 de tone de marfă și a întrecut Franța.

## Principalele invenții
- 1814- locomotiva-George Stephenson
- 1816-fotografia-Nicéphore Niépce
- 1840-telegraful prin fir-Samuel Morse
- 1856-convertizorul pentru producerea oțelului-Henry Bessemer
- 1863-pasteurizarea alimentelor-Louis Pasteur
- 1866-dinamul-Ernst von Siemens
- 1867-dinamita-Alfred Nobel
- 1876-telefonul-Alexander Graham Bell
- 1876-bicicleta-H.G. Lawson
- 1877-fonograful-Thomas Edison
- 1879-becul-Thomas Edison
- 1885-automobilul-Gottlieb Daimler și Karl Benz
- 1895-cinematograful-Frații Lumiere
- 1895-telegraful fără fir-Guglielmo Marconi